# Convento Santa Cruz la Real (Granada)
Santa Cruz la Real es un convento del siglo XVI, situado en el barrio del Realejo de la ciudad española de Granada, comunidad autónoma de Andalucía.

## Historia
Fundado en 1492 por los Reyes Católicos, fue el mayor de los fundados en el reino de Granada, con el tiempo fue casa de noviciado, y de estudio, siéndole otorgado por la Orden dominicana el rango de Studium Generale en 1515.
En 1835 fue desamortizado y derribado en su mayor parte.
En la actualidad es un Colegio Mayor Universitario.